# Eje de la eclíptica
Se denomina eje de la eclíptica a la línea perpendicular al plano de la eclíptica. Su intersección con la esfera celeste son los polos de la eclíptica norte y sur respectivamente. Como el plano de la eclíptica es relativamente inmóvil, su polo también lo está. El polo del ecuador gira alrededor del polo eclíptico con un ángulo de  {\displaystyle 23^{\circ }26'} (ver oblicuidad de la eclíptica) en virtud de la precesión de los equinoccios en un periodo de {\displaystyle 25\;800} años. Este ángulo es el mismo que forman el ecuador celeste y la eclíptica. 
- Datos: Q3826361